# Ротару Аурелія Михайлівна
Аурéлія (Аурі́ка) Михáйлівна Ротáру; нар. 22 жовтня 1958, Маршинці, Новоселицький район, Чернівецька область, УРСР, СРСР) — українська співачка, народна артистка України, молодша сестра Софії Ротару.

## Біографія
Народилася 22 жовтня 1958 року в селі Маршинці Новоселицького району Чернівецької області.
У 1980 році закінчила Чернівецьке музичне училище ім. Воробкевича, диригентсько-хорове відділення. У 1985 закінчила Одеський педагогічний інститут ім. К. Д. Ушинського.
У 1987 році одружилася з Володимиром Пігачем, народила дочку Анастасію.
Творчість
Співочу діяльність почала в Чернівецької філармонії, де виконувала соло разом з сестрою Лідією в ансамблі «Черемош», гастролювала всією Україною.
Продовжила творчу діяльність у вінницькій, потім у кримській філармонії. Гастролювала зі своєю сестрою Софією Ротару. Брала участь у фестивалях: «Кримські зорі» (Ялта), «Київська весна» (Київ), «Білі ночі» (Петербург), «Ширше коло», «Пісня року» (Москва, Київ).

## Нагороди
- Звання «Заслужена артистка України»[3] (1997).

- Звання «Народна артистка України». (2019)

- Орден княгині Ольги ІІІ ст. (2017)

## Дискографія
- 2006 — Альбом «Щастя — вільний птах», JRC
- 2003 — Збірник «Не живу не люблячи»
- 2000 — Збірник «День за днем»
- 1998 — Альбом «Я не можу без тебе»
- 1995 — Збірник «Прімевара»
- 1994 — Альбом стрілецьких пісень

Відеокліпи:
- «По любові»
- «Щастя — вільний птах»
- «Я не можу без тебе»
- «Лист»
- «Я тобі ніколи не знайду»
- «Згадай мене»
- «Я йду»